# La Septième Prophétie
Pour plus de détails, voir Fiche technique et Distribution.
La Septième Prophétie (The Seventh Sign) est un film américain réalisé par Carl Schultz, sorti en 1988.

## Synopsis
Abby et Russell Quinn forment un couple heureux donc sans histoire lorsque survient un étranger qui leur loue un petit appartement. Abby attend un enfant, elle ne sait pas encore que l'étranger est un homme d'un autre monde et que l'enfant qu'elle doit mettre au monde représente la Septième Prophétie, la septième pierre marquant l'avènement de l'apocalypse.

## Fiche technique
- Titre original : The Seventh Sign
- Réalisation : Carl Schultz
- Scénario : George Kaplan et W.W. Wicket
- Directeur de la photographie : Juan Ruiz Anchía
- Montage : Caroline Biggerstaff
- Musique : Jack Nitzsche
- Costumes : Durinda Wood
- Décors : Stephen Marsh
- Production : Robert W. Cord et Ted Field
- Genre : Film fantastique
- Pays :  États-Unis
- Durée : 97 minutes
- Date de sortie :
  - États-Unis : 1er avril 1988
  - France : 28 novembre 1988

## Distribution
- Demi Moore (V. F. : Joëlle Brover) : Abby Quinn
- Michael Biehn (V. F. : Patrick Poivey) : Russell Quinn
- Jürgen Prochnow (V. F. : Jacques Frantz) : David Bannon
- Peter Friedman (V. F. : Jean-Pierre Leroux) : le père Lucci
- Ian Buchanan (V. F. : Bernard Lanneau) : M. Huberty
- Michael Laskin (V. F. : Fernand Berset) : le colonel Israeli
- Manny Jacobs (V. F. : Bernard Gabay) : Avi
- John Taylor (V. F. : Dominique Collignon-Maurin) : Jimmy Szaragosa
- Lee Garlington : Dr Margaret Inness
- Akosua Busia (V. F. : Maïk Darah) : Penny Washburn
- John Heard (V. F. : Bernard Tiphaine) : le révérend
- Leonardo Cimino (V. F. : Teddy Bilis) : le premier cardinal
- William Kramer (V. F. : Teddy Bilis) : le rabbin Ornstein
- Hugo Stander (V. F. : Louis Arbessier) : le vieux prêtre
- Richard Devon : le deuxième cardinal
- Arnold Johnson (V. F. : Henry Djanik) : Janitor